# Грейс Чібіко Офформа
Грейс Чібіко Офформа – нігерійська науковиця, дослідниця та професорка художньої освіти на педагогічному факультеті Університету Нігерії, Нсукка. Вона родом зі штату Анамбра та спеціалізується в галузі освіти, французької мови та вивчення навчальних

## Наукова діяльність
Офформа активно досліджує питання навчального плану, гендерних студій, мовної освіти та французької мови. Її наукові інтереси охоплюють:
- Навчальні програми : теорія та планування, реалізація та викладання, розробка навчальної програми для створення багатства, багатомовний навчальний план, виклики навчального плану у XXI столітті.
- Гендер і освіта : освіта дівчат в Африці, навчання хлопчиків у південно-східних штатах Нігерії.
- Молодь і працевлаштування : проблеми безробіття серед молоді, розвиток професійно-технічної освіти.

Вона була головною доповідачкою на лекції пам'яті Папи Івана Павла ІІ в Авці, де закликала до розвитку професійно-технічної освіти. 

## Членство в професійних організаціях
Офформа є членом багатьох професійних організацій, зокрема:
- Асоціація академічних публікацій Нігерії (APAN)
- Нігерійська асоціація вчителів французької мови
- Нігерійське відділення Всесвітньої ради з навчальних програм та навчання (WCCI)
- Асоціація вивчення мови (Британія)
- Нігерійська академія освіти

## Публікації
Офформа має понад 100 наукових праць, зокрема:
- 6 основних підручників та розділи в 19 наукових виданнях.
- Понад 50 статей у національних та міжнародних журналах.
- Понад 21 статтю на конференціях.
- Технічний звіт про освіту жінок і дівчат, спонсорований ЮНЕСКО.
- Редагування 5 книг та 6 наукових журналів.